# Bouszawa
Bouszawa (biał. Боўшава; ros. Бовшево) – wieś na Białorusi, w obwodzie mohylewskim, w rejonie mohylewskim, w sielsowiecie Daszkauka, nad Łachwą.